# 11003 Andronov
11003 Andronov è un asteroide della fascia principale. Scoperto nel 1979, presenta un'orbita caratterizzata da un semiasse maggiore pari a 2,5736403 UA e da un'eccentricità di 0,2643498, inclinata di 3,72316° rispetto all'eclittica.
Il nome gli è stato imposto come tributo ad Aleksandr Andronov.